# غيتا خانا
غيتا خانا (بالإنجليزية: Geeta Khanna)‏ هي ممثلة هندية، ولدت في 20 ديسمبر 1951 في مومباي في الهند.